# جون روبن
جون روبن (بالإنجليزية: John Reuben)‏ هو رابر أمريكي، ولد في 14 يناير 1979 في كولومبوس في الولايات المتحدة.

## وصلات خارجية
- الموقع الرسمي
- جون روبن على موقع ميوزك برينز (الإنجليزية)
- جون روبن على موقع ديسكوغز (الإنجليزية)